# اسلام‌آباد (شاپور)
اسلام‌آباد یا شاسلطنه روستایی سرسبز و تاریخی در دهستان شاپور بخش مرکزی شهرستان کازرون استان فارس ایران است.
شمال این روستا، شهر باستانی بیشاپور می باشد که یکی از کهن‌ترین شهر های دوره ساسانیان است. همچنین رودخانه شاپور از سمت غرب روستا عبور می کند. زمین های اطراف این روستا تا اوایل دهه ۸۰ خورشیدی بیشتر شالیزار بوده و اصلی ترین محصول آن در نیمه اول سال برنج چَمپا و در نیمه دوم سال گندم کاری بوده است. با توجه به کمبود منابع آب ، از حدود سال ۱۳۸۰ خورشیدی رفته رفته اکثر زمین های زراعی با کاشت درختان ثمری متنوع تبدیل به باغ گردید. در حال حاضر از جمله محصولات عمده این روستا پرتقال تامسون جنوب، نارنگی خارو (پاکستانی)، ازگیل و انار است. دیگر درختانی نظیر پرتقال خونی و والنسیا، نارنج، لیمو ترش، بکرایی و نارنگی یافا می باشد. درختانی نظیر انجیر زرد و سیاه، انگور، نخل، خرمالو، سیب ترش، توت، عناب نیز بصورت پراکنده در باغات کاشته شده است.

## جمعیت
بر پایه سرشماری عمومی نفوس و مسکن در سال ۱۳۹۵ جمعیت این مکان ۵۷۱ نفر (۱۸۱ خانوار) بوده‌است.